# 5373 Michaelkurtz
Az 5373 Michaelkurtz (ideiglenes jelöléssel (5373) 1988 VV3) a Naprendszer kisbolygóövében található aszteroida. Ueda és Kaneda fedezte fel 1988. november 14-én.